# Roman Kotzbach
Roman Paweł Kotzbach (ur. 19 grudnia 1942 w Bydgoszczy) – polski lekarz, wykładowca akademicki, działacz opozycji w okresie PRL.

## Życiorys
W 1967 ukończył studia w Pomorskiej Akademii Medycznej w Szczecinie. W 1981 doktoryzował się w zakresie nauk medycznych. W 1998 na podstawie rozprawy zatytułowanej Konflikt serologiczny w zakresie czynnika Rh: uwarunkowania, diagnostyka, leczenie uzyskał stopień doktora habilitowanego. Specjalizuje się w zakresie andrologii, ginekologii i położnictwa. Od 1967 pracował w szpitalu ogólnym w Bydgoszczy, a od 1973 w tamtejszej Akademii Medycznej i następnie w szpitalu uniwersyteckim. Został później profesorem nadzwyczajnym Collegium Medicum Uniwersytetu Mikołaja Kopernika i kierownikiem Katedry Pielęgniarstwa i Położnictwa na Wydziale Nauk o Zdrowiu.
Od 1971 był członkiem PZPR. Wystąpił z niej w 1980, brał udział w strajkach w trakcie sierpnia 1980. Organizował następnie struktury „Solidarności” w swoich zakładach pracy. Po wprowadzeniu stanu wojennego organizował pomoc dla represjonowanych i ich rodzin, współpracował także z Radiem Wolna Europa, zajmował się drukowaniem ulotek opozycyjnych i dystrybucją pism podziemnych. Kilkakrotnie zatrzymywany, w 1985 przez dwa miesiące tymczasowo aresztowany za udział w demonstracji i odebranie aparatu fotograficznego funkcjonariuszowi SB. Został uniewinniony w trakcie postępowania przed Sądem Najwyższym.
Od 1989 do 2005 był przewodniczącym komisji zakładowej „Solidarności” na uczelni, do 1997 zasiadał w zarządzie regionu związku.
Jego siostrzeńcem i chrześniakiem był tłumacz Aleksander Fedorowicz.

## Odznaczenia i wyróżnienia
Odznaczony Złotym Krzyżem Zasługi (1990), Krzyżem Kawalerskim (2000) i Oficerskim (2011) Orderu Odrodzenia Polski. W 2001 otrzymał odznakę Zasłużony Działacz Kultury. W 2015 został laureatem nagrody honorowej „Świadek Historii” przyznanej przez Instytut Pamięci Narodowej. W 2015 otrzymał Krzyż Wolności i Solidarności.